# Vittorio Bottego
Vittorio Bottego (né à Parme le 29 juillet 1860, tué à Daga Roba, Éthiopie le 17 mars 1897) est un officier de l'armée italienne (artillerie) et l'un des premiers explorateurs du Jubaland (aujourd'hui en Somalie), où il mène deux expéditions.

## Biographie
En mai 1891, en poste en Érythrée, il parcourt avec Matteo Grixoni, la route Massawa-Assab, accompagné de 42 soldats. Il publie un compte rendu de ce voyage en 1892. Il est alors capitaine.
Lors de sa première expédition somalienne, en 1892-1893, Vittorio Bottego explore les régions bordées par les rivières Uebi et Jmi et atteint les falaises des monts Faches. Lors de la deuxième (1895-1897), il s'aventure dans la région alors encore inconnue du haut-Juba, du lac Rodolphe et du Sobat, le long de la rivière Omo. Il essaye de revenir en passant à travers l'empire éthiopien, alors en guerre contre l'Italie. Cette expédition coutera la vie à 35 hommes.
Il trouve la mort dans une escarmouche avec des membres d'une tribu oromo. Son corps n'a jamais été retrouvé. Sa dernière expédition est racontée par ses compagnons de voyage, Vannutelli et Citerni, qui après avoir survécu à la bataille, ont été gardés en prison pendant deux ans par le negus d'Éthiopie Ménélik II.

## Publications
- Bottego (Vittorio), Nella terra dei Danakil, Società geographica italiana, Roma, 1892, 32 p. + 1 carte.
- Bottego (Vittorio), Viaggi di scoperta nel cuore dell'Africa. Il Giuba esplorato, 1895, 536 p., voir en ligne.
- Bottego (Vittorio), L'esplorazione del Giuba. Viaggio di scoperta nel cuore dell' Africa, eseguito sotto gli auspici della Società geografica italiana, Roma, 1895.
- Bottego (Vittorio), Vannutelli (Lamberto), Citerni (Carlo), L'Omo. Viaggio d'esplorazione nell'Africa orientale - Seconda spedizione Bottego, Milano, Hoepli Ulrico, 1899, XVI-650 p.